# Richard Hooker

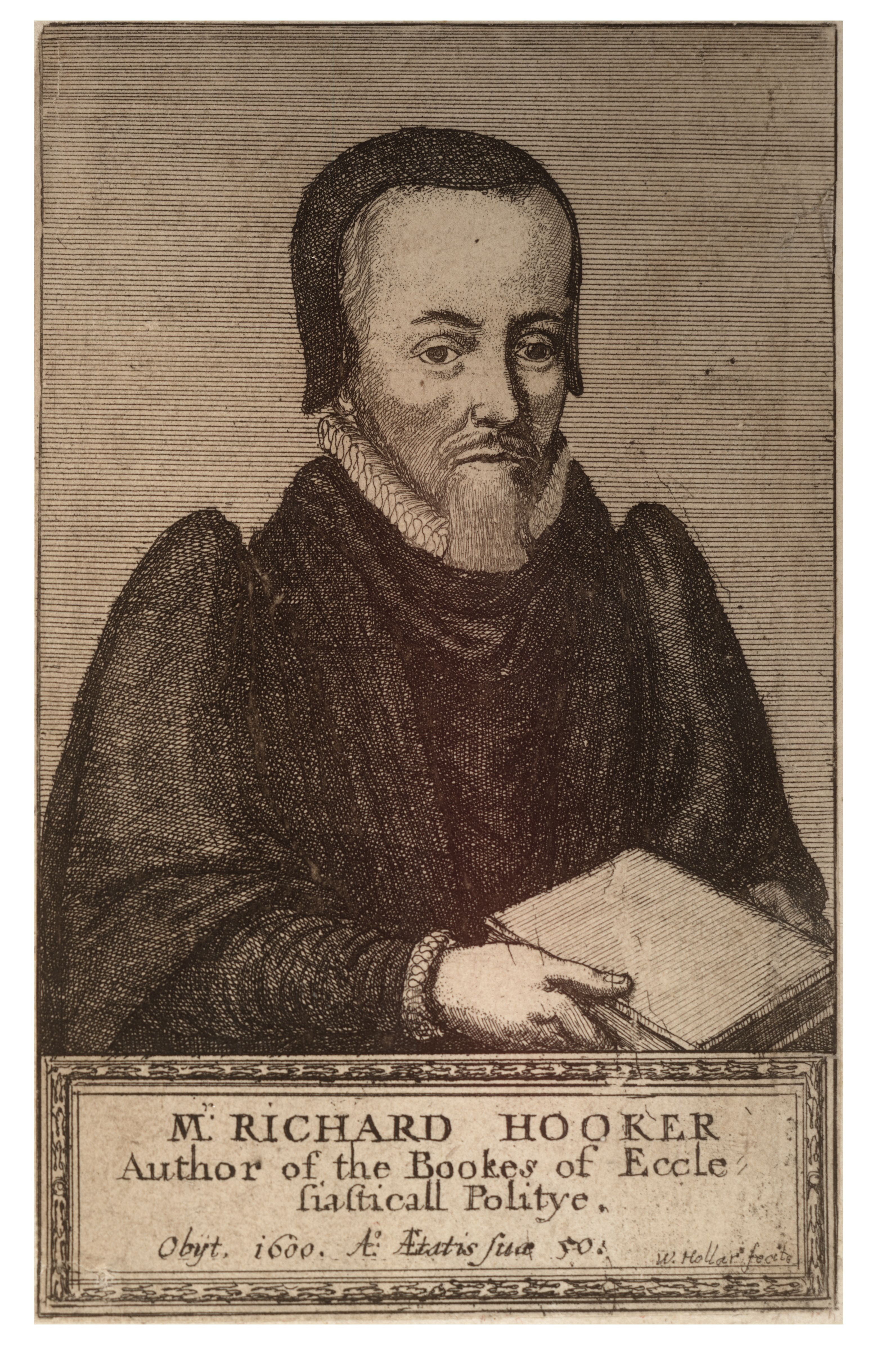
Richard Hooker

Richard Hooker (martie 1554 - 3 noiembrie 1600) a fost un influent teolog anglican. Poate fi considerat, împreună cu Thomas Cranmer și Matthew Parker, un co-fondator al gândirii teologice anglicane.

## Viața
Hooker s-a născut în satul Heavitree din Exeter, Devon, și a fost educat la Exeter Grammar School între cca. 1562 și 1569, apoi la Colegiul Corpus Christi, Oxford, unde a devenit fellow în 1577. Pe 14 august 1579 a fost hirotonit preot de episcopul Londrei. A predicat la Paul's Cross, în Londra, în 1584, același an în care a demisionat din poziția sa la Corpus Christi și a devenit rector la St Mary's Drayton Beauchamp în Buckinghamshire. În 1585 a fost numit master (rector) al Temple Church, în Londra, unde a venit repede în conflict cu Walter Travers, un puritan de seamă și asistent (rector) la Temple. Cu toate acestea, la nivel personal au rămas în termeni prietenești.
Hooker s-a căsătorit cu Jean Churchman pe 13 februarie 1568 și a slujit mai apoi ca subdiacon la Catedrala din Salisbury și rector al St Andrew's Boscomb în Wiltshire. În 1595 a devenit rector al parohiei Bishopsbourne în Kent. A murit pe 3 noiembrie la Bishopsbourne.

## Opera

### Of the Lawes of Ecclesiastical Politie(Despre legile guvernământului ecleziastic)
Cea mai cunoscută lucrare a lui Hooker este Despre legile guvernământului ecleziastic, ale cărei prime patru cărți au fost publicate în 1594. Acestea propuneau o cale de mijloc (o via media) între pozițiile romano-catolicilor și puritanilor. Hooker susținea că rațiunea și tradiția erau ambele importante în interpretarea Scripturilor și că e crucială recunoașterea faptului că Biblia a fost scrisă într-un anume context istoric, ca răspuns la situații specifice: "vorbele trebuie înțelese după pricina pentru care au fost rostite."
Este o lucrare masivă, al cărei subiect principal e guvernământul bisericilor. Puritanii, cunoscuți pe atunci ca "Biserica Genevei", datorită reformei lui Ioan Calvin, sprijineau înlăturarea privilegiilor clericilor și înlăturarea ecleziasticismului, iar Hooker a încercat să stabilească ce metode de organizare a bisericilor sunt cele mai bune. La mijloc, în spatele disputei teologice, era poziția regelui/reginei în calitate de cap al Bisericii. Dacă nu autoritățile sunt cele care să decidă doctrina, și dacă argumentele lui Martin Luther pentru preoția tuturor credincioșilor sunt duse la extrem, caz în care Biserica ar fi condusă de cei aleși, atunci a avea monarhul în fruntea Bisericii ar fi intolerabil. Pe de altă parte, dacă monarhul e numit de Dumnezeu să fie în fruntea Bisericii, atunci e intolerabil ca parohiile locale să își decidă singure doctrina. Hooker a pornit de la Thomas Aquinas, adaptând însă gândirea scolastică de o manieră latitudinară. El a argumentat că organizarea ecleziastică, la fel ca organizarea politică, e una din "chestiunile indiferente" lui Dumnezeu. Chestiunile doctrinare minore nu afectează mântuirea sufletului, ci sunt cadre care înfășoară viața morală și religioasă a credinciosului. Astfel, există monarhii bune și monarhii rele, democrații bune și rele, dar ceea ce contează e pietatea oamenilor. În același timp, Hooker susținea că autoritatea e stabilită de Biblie și de practica Bisericii primare, însă trebuie fundamentată pe pietate și rațiune, nu pe o investitură automată; ea trebuie ascultată, chiar când greșește, însă poate fi remediată prin rațiune și Duhul Sfânt. De remarcat afirmația lui Hooker că puterea și proprietățile episcopilor nu sunt absolute.

### Learned discourse of Justification(Discurs argumentat despre justificare)
O altă lucrare importantă e predica lui Hooker intitulată Discurs argumentat despre justificare. În ea și-a apărat credința în doctrina protestantă a justificării prin credință, susținând însă că și aceia care nu o înțeleg sau acceptă pot fi mântuiți de Dumnezeu. Aceasta îi includea pe romano-catolici, subliniind opinia lui Hooker că creștinii ar trebui să se concentreze mai mult pe ceea ce îi unește decât pe ceea ce îi desparte.

## Moștenire
Regele Iacob I e citat de biograful său, Izaak Walton, ca declarând: "Observ că la dl Hooker nu există limbaj afectat - ci o manifestare gravă, pricepută și limpede a rațiunii, și aceasta fundamentată cu autoritatea Scripturii, a Părinților și a învățaților, și cu toate legile, sfinte ca și civile." Accentul pus de Hooker pe rațiune, toleranță și inclusivism a influențat considerabil dezvoltarea anglicanismului, precum și gândirea lui John Locke. Locke îl citează deseori pe Hooker în Al doilea tratat despre guvernarea civilă. În Biserica Angliei, Hooker e celebrat cu un festival minor pe 3 noiembrie.